# Sergio Barcia
Sergio Barcia Laranxeira (ur. 31 grudnia 2000 w Vigo) – hiszpański piłkarz występujący na pozycji obrońcy, od 2025 w UD Las Palmas do którego jest wypożyczony z Legii Warszawa.

## Sukcesy

### Klubowe

#### Legia Warszawa
- Puchar Polskiː 2024/2025 [3]